# Comtat de Davidson
El comtat de Davidson és un comtat dels Estats Units situat a l'estat nord-americà de Tennessee. Segons el cens de 2010, la població era de 626.681 persones, convertint-la en el segon comtat més poblat de Tennessee. La Seu de comtat és Nashville, la capital de l'estat.
El 1963, la ciutat de Nashville i el govern del comtat de Davidson es van fusionar, per la qual cosa el govern del comtat es coneix ara com el "Govern Metropolità de Nashville i el Comtat de Davidson" o "Metro Nashville" com a nom breu.
El comtat de Davidson és l'àrea metropolitana amb més població entre els 14 comtats de Nashville - Davidson - Murfreesboro - Franklin, de 14 condados. Nashville ha estat sempre el centre de comerç, indústria, transport i cultura de la regió, però no es va convertir en la capital de Tennessee fins a 1827 i no va obtenir estatus de capital permanent fins al 1843.